# Obaga de la Font del Comí
L'Obaga de la Font del Comí és una obaga del terme municipal de Conca de Dalt, a l'antic terme d'Hortoneda de la Conca, al Pallars Jussà, en territori que havia estat de la caseria de la Coma d'Orient.
Es troba al sector nord-occidental del terme, prop dels límits amb el Pallars Sobirà i l'Alt Urgell. És tot el vessant septentrional de la Serra de Boumort, a migdia dels Escards de la Font del Comí i de la mateixa Font del Comí, que dona el nom als altres topònims circumdants.